# Bois-Sainte-Marie
Bois-Sainte-Marie is een gemeente in het Franse departement Saône-et-Loire (regio Bourgogne-Franche-Comté) en telt 197 inwoners (2004). De plaats maakt deel uit van het arrondissement Charolles.

## Geografie
De oppervlakte van Bois-Sainte-Marie bedraagt 2,7 km², de bevolkingsdichtheid is 73,0 inwoners per km².
De onderstaande kaart toont de ligging van Bois-Sainte-Marie met de belangrijkste infrastructuur en aangrenzende gemeenten.

## Demografie
Onderstaande figuur toont het verloop van het inwonertal (bron: INSEE-tellingen).